# Бенитоит
Бенитои́т — очень редкий минерал, силикат бария и титана. Назван по находке в 1906 году в ассоциации с нептунитом в Сан-Бенито (штат Калифорния, США).

## Свойства
Кристаллы дипирамидальные, двупреломление +0,047, дисперсия 0,030 и 0,046, плеохроизм очень сильный (бесцветный — зеленовато-синий — синий), люминесценция в ультрафиолетовых лучах синяя.
Состав (%): BaO — 36,97; TiO2 — 19,32; SiO2 — 43,71.
Встречается лишь в мелких кристаллах в гидротермальных серпентинитах. Легко спутать с сапфиром. Высоко ценится ювелирами как редкий камень. Самый большой из найденных кристалл массой 7,83 карат хранится в Смитсоновском институте в Вашингтоне.